# St. Johannes Baptist (Anrath)

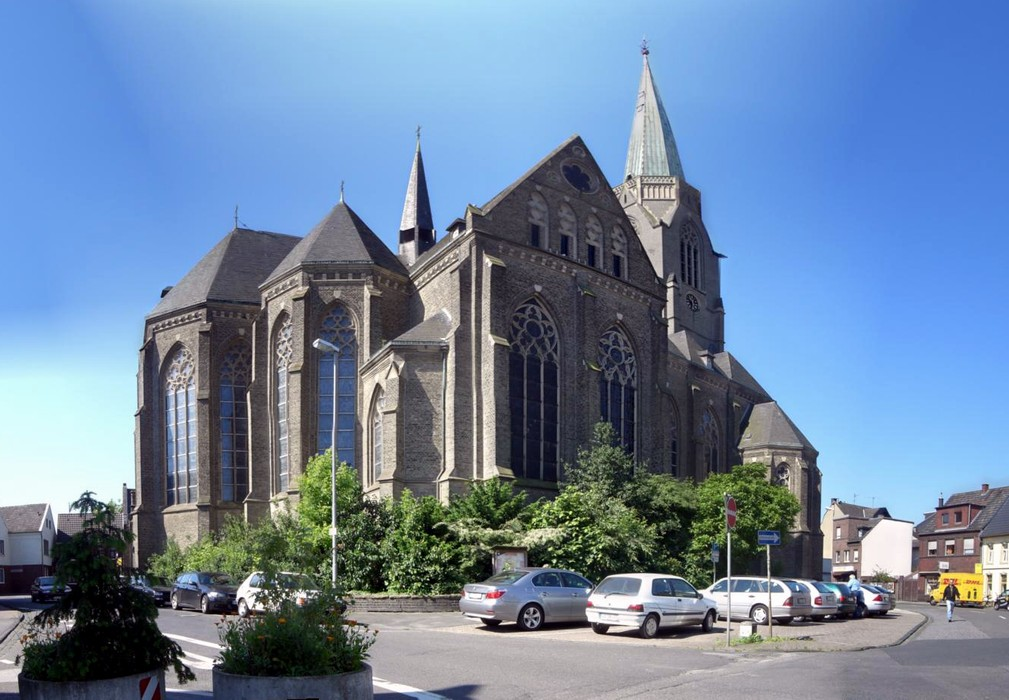
Pfarrkirche St. Johannes Baptist

Die katholische Pfarrkirche St. Johannes Baptist ist ein denkmalgeschütztes Kirchengebäude in Anrath, einem Stadtteil von Willich im Kreis Viersen (Nordrhein-Westfalen).

## Geschichte und Architektur
Um das Jahr 1010 wurde die Kirche in Anrath durch Erzbischof Heribert von der Kempener Mutterpfarre St. Peter abgetrennt und selbstständig. 1019 wurde die Pfarre Anrath in die 1002/1003 gegründete Benediktinerabtei Christus Salvator und Maria Genetrix in Deutz inkorporiert. Die enge Verbindung zwischen Anrath und Deutz blieb bis zur Säkularisation 1803 bestehen. Eine Kirche im Stil der romanischen Landkirchen wurde im 12. Jahrhundert errichtet. Durch den Zuwachs der Bevölkerung genügte diese Kirche im 19. Jahrhundert nicht mehr den Platzansprüchen: Anfang 1897 wurde sie abgebrochen, wenige Teile des Inventars blieben erhalten.
Die dreischiffige, neugotische Backsteinhalle in sechs Jochen, mit einem Staffelchor, wurde von 1897 bis 1898 nach einem Entwurf von Josef Kleesattel errichtet. Der Westturm ist von einem Aufsatz mit Spitzhelm bekrönt. Im Inneren ruht das Kreuzrippengewölbe auf Bündelpfeilern.
In zwei Wandpfeilern der Nord- und Südseite wurden je zwei achteckige Säulchen der Vorgängerkirche aus Drachenfels-Quarzit eingefügt.
Das Gebäude hat eine Innenhöhe von 19,2 m, der Turm ist 78 m hoch („Oberkante Fußboden bis Kugel unterhalb des Wetterhahns“). 2019 ist eine Restaurierung geplant vom alten Hochaltar.

## Ausstattung
- Der figürliche Glasgemäldezyklus im Chor stammt aus der Bauzeit und wurde von der Düsseldorfer Werkstatt Gassen & Blaschke im sogenannten Nazarenerstil ausgeführt. Er zeigt in den Fensters im Chor des Mittelschiffes die Geschichte des Täufers Johannes, im nördlichen Seitenschiff Szenen aus dem Leben Mariens, im südlichen Seitenschiff die des hl. Josefs.
- Altarschreine, Orgelbühne
- Eine Johannesschüssel von 1668 aus getriebenem Silber trägt das Meisterzeichen IB (J. Braumann). Sie ist eine Stiftung der Grafen von Virmond auf Schloss Neersen für ihre Grabeskirche und zählt zu den bedeutendsten Werken der Silberschmiedekunst des Niederrheins aus dieser Zeit.

## Trivia
Ein fußballgroßer Teil einer steinernen Kreuzblume stürzte im März 2018 am nördlichen Seitenschiff auf den Gehweg. Personen wurden nicht verletzt.